# Ballast (électricité)
Pour les articles homonymes, voir Ballast.
Le terme de ballast désigne n'importe quel composant électrique utilisé pour limiter le courant dans un circuit électrique.
Un ballast peut prendre la forme d'une simple résistance série comme pour les tubes fluorescents de faible puissance. Pour les applications de plus forte puissance, l'énergie dissipée dans la résistance ballast serait trop importante. On utilise alors des condensateurs, des bobines, ou les deux à la fois. L'avantage de ces composants par rapport à une résistance est qu'idéalement leur impédance ne comporte pas de terme résistif et n'amène donc pas de pertes par effet Joule.
De grandes sociétés privées se sont lancées dans la fabrication de ballasts magnétiques ou électroniques.

## Utilisation d'un ballast
Avant l'arrivée des allumages à semi-conducteurs, des résistances ballasts étaient utilisées en automobile afin de régler la tension appliquée au circuit d'allumage.
Dans un tube fluorescent, le rôle du ballast ferro-magnétique est double : il permet de fournir la haute tension nécessaire à l'allumage du tube puis, une fois le tube allumé, il permet de limiter le courant le traversant.

## Résistance ballast
Le terme de résistance ballast désigne une résistance qui modifie l'état du système. Cela peut être une résistance fixe ou une résistance variable.

### Résistance fixe
Pour les applications simples telles que les néons faible puissance, on utilise généralement une résistance ballast.
Le terme de résistance ballast s'applique aussi à la résistance utilisée autrefois pour diminuer la tension appliquée au système d'allumage après le démarrage du moteur. La forte charge imposée à la batterie lors du démarrage du moteur engendre une forte baisse de la tension à ses bornes. Afin de permettre au moteur de démarrer, le système d'allumage doit donc pouvoir fonctionner avec cette faible tension. Mais une fois le moteur démarré, la tension fournie par la batterie retrouve sa valeur standard; cette tension pourrait provoquer une surtension du circuit d'allumage. Afin d'éviter cela, une résistance ballast est insérée entre l'alimentation du circuit d'allumage et celui-ci. Parfois, cette résistance ballast casse, le moteur peut alors démarrer (la résistance est court-circuitée) mais cale immédiatement après le démarrage (la résistance est réinsérée dans le circuit).
Les allumages électroniques modernes sont conçus pour fonctionner avec une large plage de tension en entrée rendant ainsi la résistance ballast inutile.

### Résistance variable
Certaines résistances ballast voient leur résistance interne augmenter quand le courant qui les traverse augmente, et diminuer si le courant diminue.
Physiquement, ces composants sont construits comme des lampes à incandescence. Comme le tungstène du filament d'une lampe classique, si le courant augmente, la résistance de ballast devient plus chaude, sa résistance monte, et sa chute de tension augmente. Si le courant diminue, la résistance ballast refroidit, sa résistance chute, et la chute de tension diminue.
Par conséquent, ce type de résistance ballast tend à maintenir le courant qui la traverse constant, en dépit des variations de tension appliquée ou des changements du reste du circuit électrique.
Cette propriété permet un contrôle plus précis du courant qu'avec une résistance ballast de valeur fixe. La perte de puissance dans le ballast est minimisée car la résistance présentée est plus faible que celle d'un ballast à résistance fixe.
Autrefois, certains sèche-linge étaient dotés d'une lampe germicide en série avec une lampe incandescente ordinaire; la lampe incandescente servant de ballast à la lampe germicide. Pour la même raison, certaines lampes à vapeur de mercure de conception ancienne possèdent un filament de tungstène classique.

## Inductance

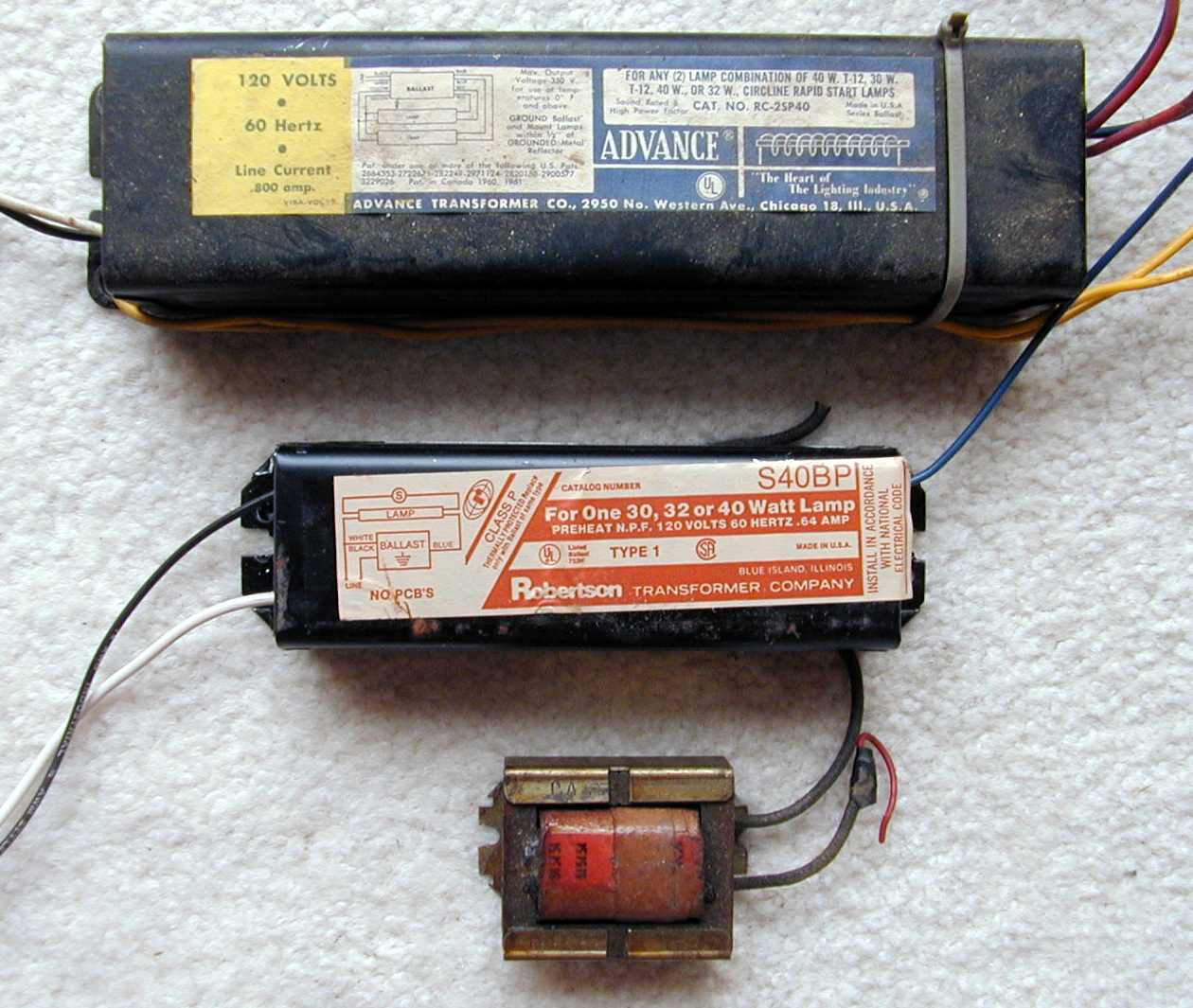
Plusieurs inductances ballast pour lampe fluorescente

À cause de la puissance dissipée par effet Joule, on n'utilise généralement plus les résistances ballast dès que la puissance à fournir dépasse 1 ou 2 watts. Pour les puissances plus importantes, on utilise donc des inductances. Une inductance parfaite ne générant pas de pertes par effet joule, elle limitera donc le courant par inductance sans générer de baisse du rendement. En réalité, une inductance possède une certaine résistance interne : Donc les pertes par effet joule sont minimisées mais non éliminées.
L'inconvénient des inductances ballasts est qu'elles déphasent le courant par rapport à la tension, dégradant ainsi le facteur de puissance. Afin de compenser cet effet, les ballasts haut de gamme associent un condensateur à l'inductance. Celui-ci ayant un effet électriquement identique à l'inductance, il déphase à l'inverse le courant rétablissant ainsi le facteur de puissance global de l'appareillage.

### Utilisation avec une lampe fluorescente
Dans un tube fluorescent, le rôle du ballast ferro-magnétique est double : il permet de fournir la haute tension d'amorçage nécessaire à l'allumage du tube puis, une fois le tube allumé, il permet de limiter le courant.
Les éléments entrant en jeu sont :

Schéma classique d'un montage tube fluorescent (A) – ballast (G) – démarreur ou « starter »(C).

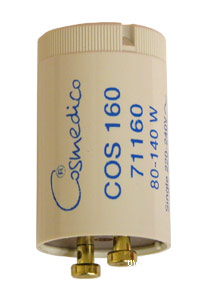
Un starter permet l'allumage de la lampe, lorsqu'elle est utilisée avec un ballast électromagnétique.

- Le tube fluorescent. Il est rempli d'un gaz dont l'ionisation, conjointement à une couche de matière fluorescente produit la lumière. Il possède quatre bornes, deux à chaque extrémité. Les deux bornes de la première extrémité sont reliées par un filament électrique. Il en est de même pour l'autre extrémité. L'échauffement de ces filaments prépare le passage du courant dans le gaz du tube.
- Le ballast est une inductance.
- Le « starter » est un dipôle électrique qui se comporte comme un interrupteur. Au départ, il n'est pas conducteur. Il devient conducteur pendant une courte durée, lorsqu'on lui applique une tension supérieure à une tension v1 (c'est le cas lorsqu'on le branche au secteur). Il est isolant lorsqu'on lui applique une tension inférieure à une tension v0 (c'est le cas lorsqu'un courant traverse le ballast avec lequel il est monté en série). Pour obtenir cet effet, le « starter » contient un gaz, qui à la tension v1 s'ionise et laisse passer un très faible courant. Cette ionisation réchauffe un bilame qui finit par se fermer, rendant le « starter » conducteur. Une fois le bilame fermé, le gaz cesse d'être ionisé et le bilame finit par se rouvrir en refroidissant. En dessous de v0, la tension n'est pas suffisante pour ioniser le gaz. Il existe aussi des starters électroniques [1]. Ceux-ci utilisent une séquence différente d’allumage qui peut permettre de prolonger la vie de la lampe et d'éviter le noircissement des extrémités. Ils limitent le redémarrage du cycle d'allumage sans fin pour éviter les phénomènes de clignotement en fin de vie de la lampe.

Le ballast et le « starter » sont en série avec le tube (voir figure). Il existe des montages où plusieurs tubes sont montés en série (il y a un seul ballast, mais un « starter » en parallèle de chaque tube) 
Un cycle d'allumage peut se décomposer en trois étapes :
- Première étape

Lors de la mise sous tension, aucun courant ne traverse le circuit, et la tension du réseau se trouve rapportée aux bornes du « starter ». La présence de cette tension aux bornes du « starter » ionise le gaz présent dans le « starter ». Cette ionisation réchauffe le bilame présent dans le « starter », qui se ferme.
- Seconde étape

Une fois le « starter » en position fermée, un courant circule à travers les filaments situés aux électrodes du tube, réchauffant ainsi le gaz se situant à proximité. Pendant ce temps, le gaz présent dans le « starter » n'étant plus ionisé, son bilame se refroidit au point de s'ouvrir.
- Troisième étape

L'interruption brutale du courant dans la bobine ballast, entraîne une forte surtension, du fait de la loi de Lenz-Faraday. Cette surtension est susceptible d'amorcer le tube en ionisant suffisamment le gaz qu'il contient pour qu'il puisse rester durablement conducteur et rendre lumineuse la couche fluorescente située à sa périphérie. Si tel est le cas, le tube et le ballast continuent d'être traversés par un courant. Le ballast limite alors le courant dans le tube, en raison de son impédance (loi d'Ohm généralisée). La tension aux bornes du « starter » n'est plus suffisante pour provoquer la fermeture de celui-ci. Le cycle d'allumage est terminé.
Si le tube fluorescent n'est pas allumé à la fin du cycle de démarrage, le cycle recommence depuis la première étape. Le gaz présent dans le tube est plus chaud que lors du début du cycle précèdent.

### Ballasts à démarrage rapide

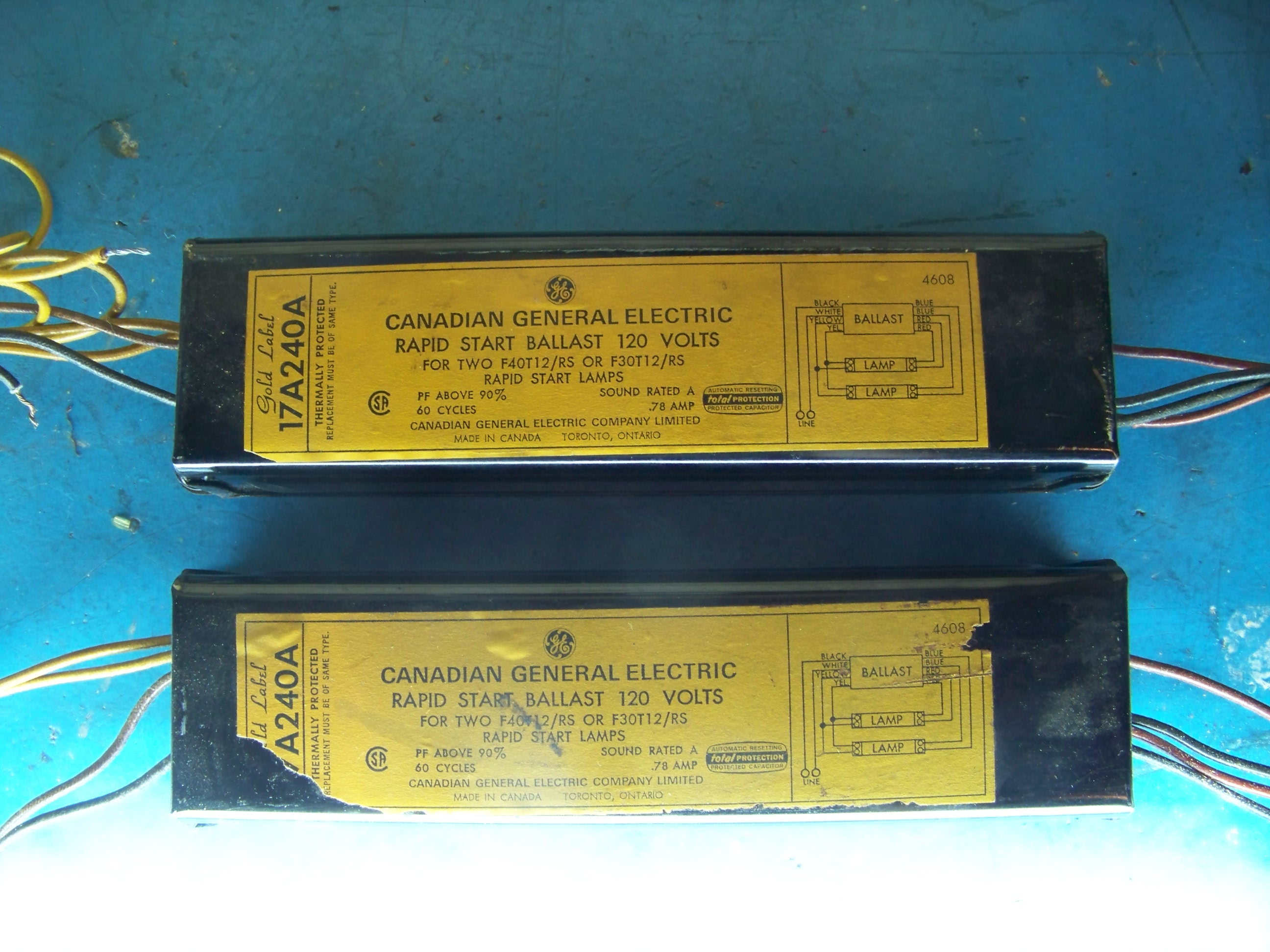
Exemples de ballasts à démarrage rapide pour 2 tubes de 40 W. Exemplaires destinés au marché canadien, datant d'août 1964.

Ces ballasts ont été développés au début des années 1950 comme un remplacement des ballasts à préchauffage (avec starter). Leur popularité, bien que moyenne en Europe, ne s'est pas démentie, en particulier en Amérique du Nord, où d'innombrables installations sont encore en service aujourd'hui.
Un ballast à démarrage rapide se caractérise par, en plus de l'autotransformateur retrouvé dans les ballasts à préchauffage, des bobines (enroulements) basse tension qui chauffent les cathodes du tube en même temps que la haute tension est appliquée. Grossièrement, on peut dire que par rapport à un ballast à préchauffage qui préchauffe, puis applique la haute tension, un ballast à démarrage rapide effectue ces deux opérations simultanément. Le ballast est aussi conçu de manière à empêcher le démarrage des tubes si une des cathodes se brise. Dans un tel cas, les tubes ne s'allument que faiblement et vacillent.
Ces ballasts, comme ceux illustrés ci-contre, peuvent alimenter une ou deux lampes, dépendant du modèle. Ils permettent l'utilisation des mêmes tubes qu'avec les anciennes installations, moyennant quelques modifications mineures (triple bobinage des cathodes entre autres). Aujourd'hui cependant, avec l'adoption quasi-généralisée des fluorescents aux triphosphores et des ballasts électroniques, les ballasts à démarrage rapide (et les ballasts électromagnétiques en général) tendent à disparaître.

## Ballast électronique

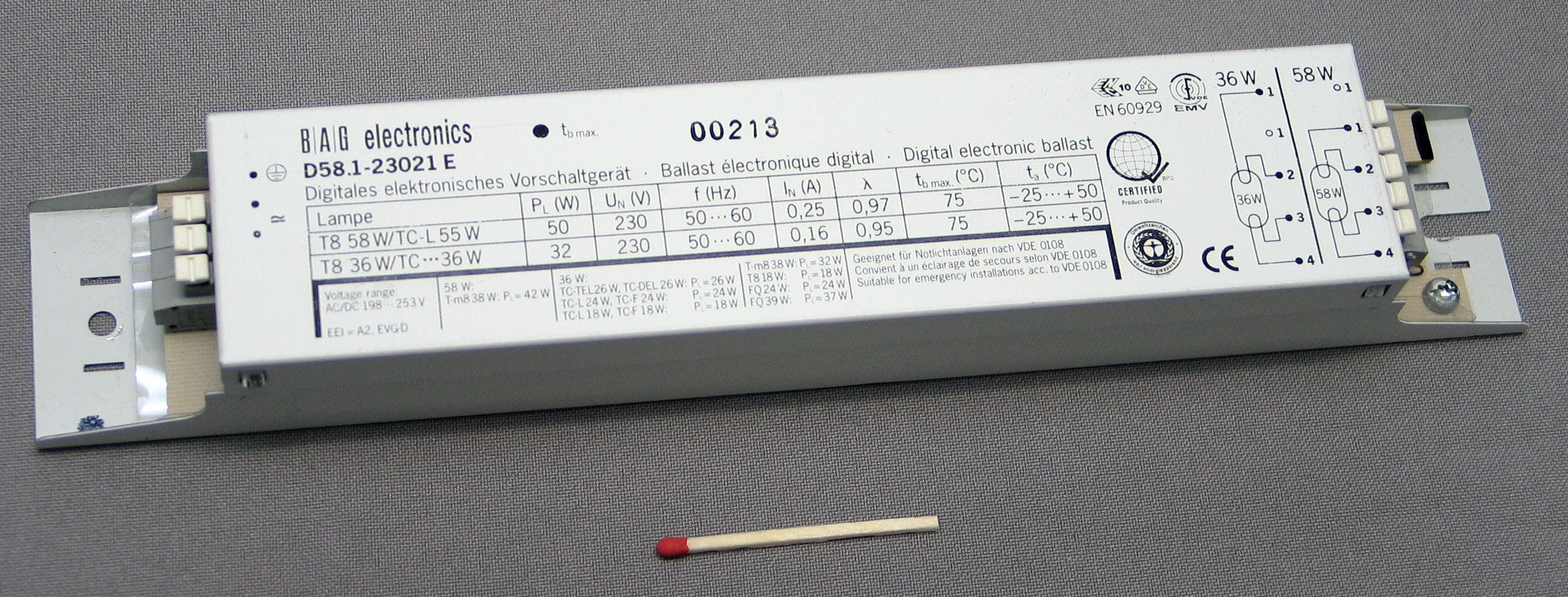
Un ballast électronique pour Lampe fluorescente de 18 à 58 W

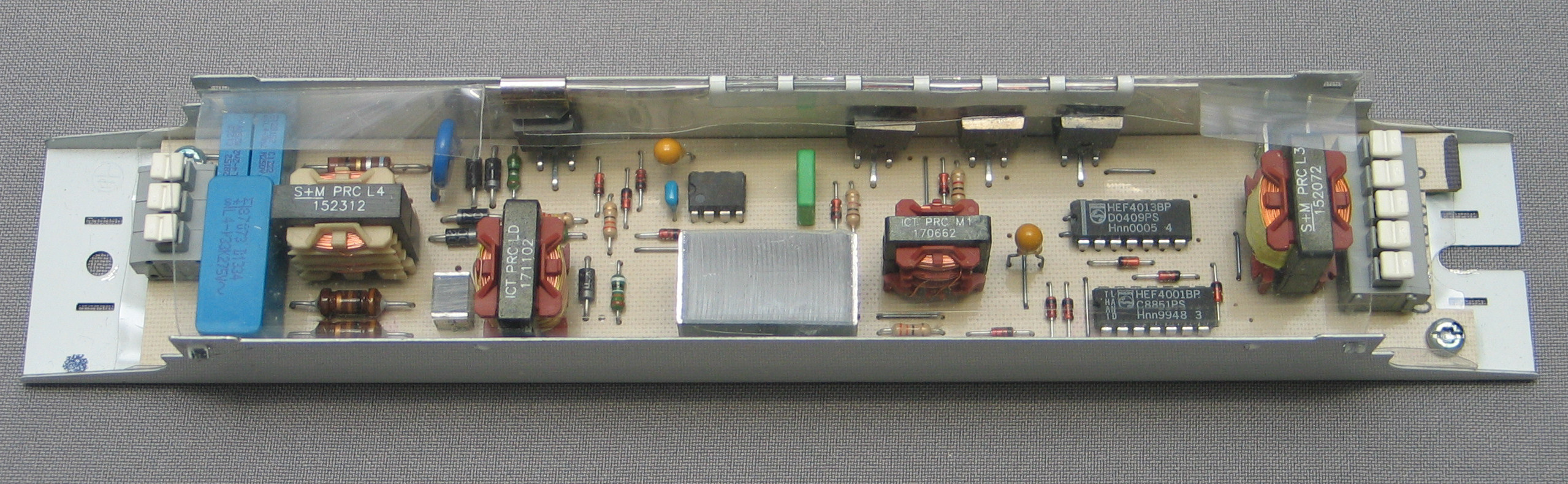
Vue interne d'un ballast électronique

Un ballast électronique utilise un circuit à semi-conducteur afin de fournir un démarrage plus rapide, sans clignotement, tout en pouvant alimenter plusieurs lampes. En général, les ballasts électroniques augmentent la fréquence de travail à 20 kHz ou plus afin d'éliminer les clignotements à 100 ou 120 Hz (deux fois la fréquence d'alimentation). De plus, le rendement des lampes fluorescentes augmente de 9 % aux environs des 10 kHz puis continue à augmenter lentement jusqu'à 20 kHz. L'augmentation de la fréquence permet donc d'augmenter le rendement énergétique de l'ensemble lampe-ballast.
Le ballast électronique remplace l'ensemble ballast conventionnel, starter et condensateur.
Autres avantages :
Parfaitement silencieux et rendement énergétique > 98 % ce qui est considérable par rapport aux ballasts passifs.
Le rendement lumineux augmente avec la fréquence jusqu’à quelques centaines de kilohertz (kHz), avec 32 W* on obtient le même flux lumineux qu'à 36 W* avec ballast passif
[* consommé tube seul]
Certains sont gradables par une tension 1 à 10 V ou commande numérique. Avec une large gamme par exemple pour allumer un passage et mettre en veille économique automatiquement, ou sur un dispositif de purification par UV de n’allumer en pleine puissance que s’il y a écoulement, ce qui permet de diminuer radicalement la maintenance, le cout en énergie et d’augmenter la durée des tubes par 20 si l’écoulement se produit une heure par jour.
Leur format est en longueur pour prendre l’emplacement des anciens ballasts dans les luminaires.
Un seul ballast peut allumer un ou plusieurs tubes.
Certains ballast électroniques n’utilisent plus d'électrodes de chauffage, ce qui limite la durée de vie des tubes en cas de cycles d’allumage souvent répétés.

### Démarrage instantané
Il allume les tubes sans préchauffer les cathodes en utilisant une haute tension (environ 600 volts). C'est le type de ballast qui a le meilleur rendement énergétique, mais il réduit la durée de vie des tubes à la suite d'un noircissement des cathodes dû à la surtension qui les traverse à l'allumage.

### Démarrage rapide
Un ballast à démarrage rapide ((en)rapid start) applique une tension sur les cathodes tout en les préchauffant. Ce type de ballast augmente la durée de vie des tubes et permet plus de démarrages. Cependant, il consomme 1 ohm de plus par tube, car les cathodes continuent d'être chauffées pendant le fonctionnement de la lampe. Un circuit gradateur peut être utilisé avec un ballast gradateur, qui maintient le courant de chauffe tout en permettant de contrôler le courant des tubes. 

### Démarrage programmé
Un ballast à démarrage programmé ((en)programmed start) est une version plus avancée du ballast à démarrage rapide. Ce type de ballast applique un courant sur les cathodes puis, après un délai court permettant aux cathodes de préchauffer, applique une tension sur les cathodes pour allumer les tubes. C'est le type de ballast qui permet d'obtenir la meilleure durée de vie et permet le plus grand nombre de démarrage des tubes. Il est donc à préférer pour les allumages fréquents, comme par exemple en utilisation conjointe avec un détecteur de présence.

### Comparaison entre les ballast néon électroniques et les ballast de type «mécanique»
Il est important de ne pas omettre la durée de vie du « ballast », leur mtbf (temps moyen entre pannes), qui est autour de 50 000 heures. Les meilleurs et les plus chers peuvent approcher les 100 000 heures (voir catalogue General Electric ou d'autres constructeurs.) mais avec un taux de panne calculé sur 1 % par 1000 heures. Il s'agit donc d'une moyenne.
Concernant les ballasts électroniques très bas de gamme, certains n'excèdent pas la durée de vie du tube. Ceci est important, surtout pour des éléments encastrés et en hauteur où le démontage du ballast peut être difficile et parfois long, ce qui peut finir par coûter cher.
En revanche, un bon ballast mécanique dure à vie (certains ont 60 ans ou plus), malgré leurs défauts exprimés précédemment. Ils sont réputés plus robustes.

#### Exemple
Un ballast mécanique moyen d'un tube de 36 W consomme circuit entier environ 45 W, certains 40 W d'autres 50 W.
Le plus simple pour connaître sa qualité (de médiocre à très bon) est de mesurer sa consommation lorsque sa classe est inconnue.
Un ballast mécanique de type dit « classique » est plus long à s'allumer, mais en revanche, il préchauffe le tube via le starter, prolongeant la durée de vie du tube. Un ballast électronique produit un allumage instantané,
ce qui abîme le tube très rapidement dû à l'absence de préchauffage (à moins d'avoir un ballast électronique à démarrage programmé).

## Classe d'efficacité énergétique
Introduite par l'Union européenne en 2000, la classe d'efficacité d'un ballast peut être indiquée sous la forme EEI=classe (par exemple EEI=B2). Elle se trouve habituellement sur le ballast. Les fabricants de luminaires n'ont aucune obligation de l'indiquer sur la boîte, cependant elle doit être consultable via un site web en accès libre.
Les différentes classes de ballasts définies par la norme européenne EN 50294 de décembre 1998 sont :
- classe D : ballasts magnétiques à fortes pertes
- classe C : ballasts magnétiques à pertes moyennes
- classe B2 : ballasts magnétiques à faibles pertes
- classe B1 : ballasts magnétiques à très faibles pertes
- classe A3 : ballasts électroniques
- classe A2 : ballasts électroniques à pertes réduites

Ballasts gradables :
- classe A1 : ballasts électroniques gradables

À noter que les ballasts de classe A1 (gradables) doivent avoir un rendement à 100 % au moins équivalent à celui de la classe A3.
En 2000, l'Union européenne a décidé l'interdiction progressive de mise sur le marché de certains types de ballasts :
- classe D à partir du 21 mai 2002 [6];
- classe C à partir du 21 novembre 2005[6] ;

Le règlement 245/2009 prévoyait d'interdire en 2017 les classes d'efficacité inférieures à la classe A2, mais le règlement 347/2010 a supprimé cette interdiction.
| Type de lampe     | Puissance nominale | A2 BAT | A2     | A3     | B1     | B2     |
| ----------------- | ------------------ | ------ | ------ | ------ | ------ | ------ |
| T8 (26 mm) (G13)  | 15 W               | 87,8 % | 84,4 % | 75,0 % | 67,9 % | 62,0 % |
| T8 (26 mm) (G13)  | 18 W               | 87,7 % | 84,2 % | 76,2 % | 71,3 % | 65,8 % |
| T8 (26 mm) (G13)  | 30 W               | 82,1 % | 77,4 % | 72,7 % | 79,2 % | 75,0 % |
| T8 (26 mm) (G13)  | 36 W               | 91,4 % | 88,9 % | 84,2 % | 83,4 % | 79,5 % |
| T8 (26 mm) (G13)  | 38 W               | 87,7 % | 84,2 % | 80,0 % | 84,1 % | 80,4 % |
| T8 (26 mm) (G13)  | 58 W               | 93,0 % | 90,9 % | 84,7 % | 86,1 % | 82,2 % |
| T8 (26 mm) (G13)  | 70 W               | 90,9 % | 88,2 % | 83,3 % | 86,3 % | 83,1 % |
| T5-E (16 mm) (G5) | 14 W               | 84,7 % | 80,6 % | 72,1 % |        |        |
| T5-E (16 mm) (G5) | 21 W               | 89,3 % | 86,3 % | 79,6 % |        |        |
| T5-E (16 mm) (G5) | 24 W               | 89,6 % | 86,5 % | 80,4 % |        |        |
| T5-E (16 mm) (G5) | 28 W               | 89,8 % | 86,9 % | 81,8 % |        |        |
| T5-E (16 mm) (G5) | 35 W               | 91,5 % | 89,0 % | 82,6 % |        |        |
| T5-E (16 mm) (G5) | 39 W               | 91,0 % | 88,4 % | 82,6 % |        |        |
| T5-E (16 mm) (G5) | 49 W               | 91,6 % | 89,2 % | 84,6 % |        |        |
| T5-E (16 mm) (G5) | 54 W               | 92,0 % | 89,7 % | 85,4 % |        |        |
| T5-E (16 mm) (G5) | 80 W               | 93,0 % | 90,9 % | 87,0 % |        |        |
| T5-E (16 mm) (G5) | 95 W               | 92,7 % | 90,5 % | 84,1 % |        |        |
| T5-E (16 mm) (G5) | 120 W              | 92,5 % | 90,2 % | 84,5 % |        |        |

- (en) Cet article est partiellement ou en totalité issu de l’article de Wikipédia en anglais intitulé « Electrical ballast » (voir la liste des auteurs).